# Cipicung (Cijeruk)
Cipicung is een bestuurslaag in het regentschap Bogor van de provincie West-Java, Indonesië. Cipicung telt 9806 inwoners (volkstelling 2010).